# Rajon Kalmius
Der Rajon Kalmius (ukrainisch Кальміуський район/Kalmiuskyj rajon; russisch Кальмиусский район/Kalmiusski rajon) ist eine Verwaltungseinheit im Süden der Ukraine und gehört zur Stadt Mariupol innerhalb der Oblast Donezk.
Bis zum 3. März 2016 trug der Rajon, der seit 1929 existiert, den Namen Rajon Illitsch (ukrainisch Іллічівський район/Illitschiwskyj rajon; russisch Ильичёвский район/Iljitschjowski rajon) und wurde dann im Rahmen der Dekommunisierung der Ukraine nach dem durch den Rajon verlaufenden Fluss Kalmius benannt.

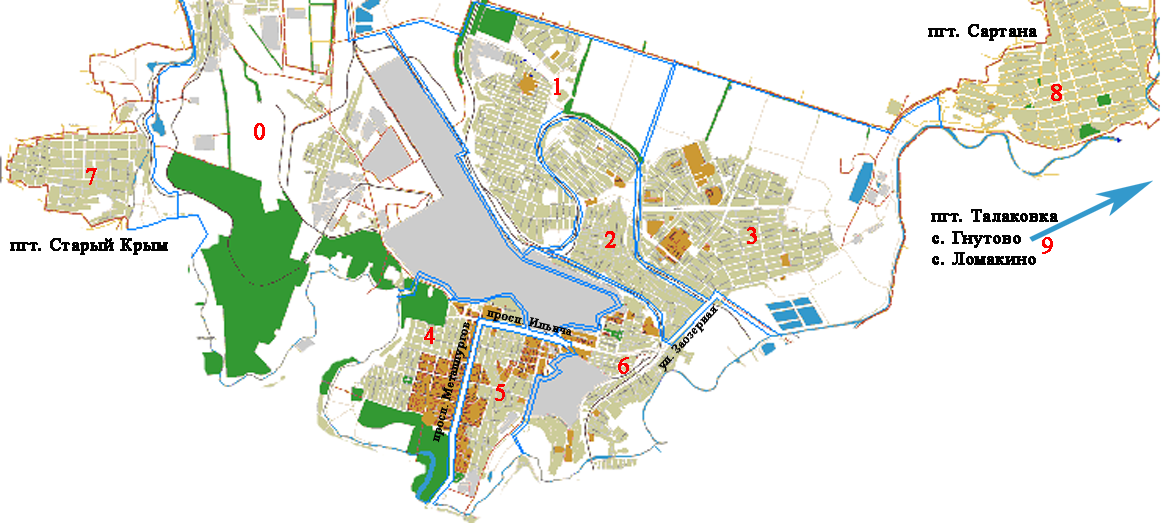
Karte des Stadtrajons

Zum Verwaltungsgebiet gehören:
- 3 Siedlungen städtischen Typs
- 1 Dorf
- 1 Ansiedlung

## Siedlungen städtischen Typs
| Siedlungen städtischen Typs | Siedlungen städtischen Typs | Siedlungen städtischen Typs |
| Name                        | Name                        | Name                        |
| ukrainisch transkribiert    | ukrainisch                  | russisch                    |
| --------------------------- | --------------------------- | --------------------------- |
| Sartana                     | Сартана                     | Сартана                     |
| Staryj Krym                 | Старий Крим                 | Старый Крым (Stary Krym)    |
| Talakiwka                   | Талаківка                   | Талаковка (Talakowka)       |

## Dörfer und Siedlungen
| Dörfer                   | Dörfer     | Dörfer              | Dörfer            |
| Name                     | Name       | Name                | Gemeindezuordnung |
| ukrainisch transkribiert | ukrainisch | russisch            | Gemeindezuordnung |
| ------------------------ | ---------- | ------------------- | ----------------- |
| Hnutowe                  | Гнутове    | Гнутово (Gnutowo)   | Talakiwka         |
| Siedlungen               |            |                     |                   |
| Lomakyne                 | Ломакине   | Ломакино (Lomakyno) | Talakiwka         |